# Gherman Pântea
Gherman Pântea (n. 13 mai 1894 Zăicani, județul Bălți – d. 3 februarie 1968, București) a fost un avocat, director general (ministru) al apărării în Guvernul Basarabiei, militar și politician român din Basarabia, membru al Sfatului Țării, de trei ori primar al orașului Chișinău și primar general al Odesei.

## Biografie
A fost fiul avocatului Vasile Pântea și a Ioanei Pântea, având gradul de locotenent în Armata Imperială Rusă unde a fost decorat cu Ordinul Sfântului Gheorghe, fiind translator pentru trupele ruse și cele române pe frontul român. În Basarabia Pântea a luat parte la întâlnirile bolșevicilor, împreună cu Ion Buzdugan.
Până la venirea trupelor române în Basarabia, provocată de încercarea RUMCEROD-ului de a aresta deputații pro-români ai Sfatului Tării și preluarea puterii prin mijloace militare, a fost, împreună cu Ion C. Inculeț și Pantelimon Erhan, filorus și anti-unionist, aceștia fiind acuzați de Blocul Moldovenesc de atitudine pro-rusă, acuzatie în urma căreia G. Pândrea și P. Erhan își dau demisia.

### Curriculum
La 27 martie/9 aprilie 1918 a votat pentru unirea Basarabiei cu România.
- Participant la Primul Război Mondial;
- A fost ministru (Director general de război și marină, între 11 decembrie 1917 și ziua Marii Uniri) în Guvernul Basarabiei;
- Primar al orașului Chișinău de trei ori (1923, 1927 - 1928, 1932);
- Între 1941 - 1944 - primar general al orașului Odesa.[5]

După 1945, având în vedere că fusese, pe timpul războiului, primar al orașului Odesa, capitala Guvernământului  Transnistriei, autoritățile l-au învinuit de masacrele și deportările din timpul războiului și în 1952 este condamnat la 10 ani de detenție, dar în anul 1955 a fost amnistiat. Realitatea este că Pântea nu a sprijinit crimele regimului antonescian, ci a încercat să oprească deportările evreilor, a încurajat normalizarea relațiilor economice din oraș și a încercat să colaboreze pașnic cu vechii funcționari sovietici (tendința regimului de la București fiind aceea de a-i înlocui peste tot pe aceștia cu funcționari români lipsiți de pregătire sau de cunoașterea limbii locale).
În 1968 a murit în circumstanțe misterioase (a căzut mort după ce a băut o ceașcă de cafea într-o cafenea).
În prezent numele său îl poartă o stradă din Chișinău, sectorul Rîșcani.

## Scrieri
- Rolul organizațiilor militare moldovenești în actul unirii Basarabiei (1932)
- Unirea Basarabiei (1943)
- Autorul unor memorii rămase în manuscris.